# Svend Aage Faber
Svend Aage Faber, S.A. Faber, född 7 juli 1867 i Odense, död 29 december 1937 i Köpenhamn, var en dansk elektroingenjör. Han var bror till Harald och Knud Faber.
Faber, som var son till adjunkt C.G.V. Faber och Bertha Bruun Muus, blev student 1884, avlade polyteknisk examen 1885 och elektroteknisk examen i London 1893. Han var ingenjör i England, Frankrike och Tyskland 1893–1902, direktör för De københavnske Sporveje och Tuborg-Klampenborg elektriske Sporvej 1902–1906 och ledde dessa anläggningars övergång till elektrisk drift. Han var direktör för elektricitetsverket i Skovshoved 1909–1910, chefsingenjör vid Gesellshaft für elektrische Unternehmungen i Berlin samt medlem av styrelserna för olika tyska och skandinaviska elektricitets- och spårvägsbolag 1910–1917, därefter konsulterande ingenjör i Köpenhamn.
Faber var ordförande för De københavnske Sporvejes likvidationskommitté 1911–1915, vice ordförande i styrelsen för Nordsjællands Elektricitets- og Sporvejs A/S (NESA) 1911–1915, medlem av styrelsen för Dansk Ingeniørforening 1906–1910 och av styrelsen för Elektroteknisk Forening 1926–1935, ordförande 1932–1935. Han var medlem av Dansk Elektroteknisk Komité från 1907, vicepresident 1907–1910 och 1923–1934.
Faber framställde 1904 förslag till elektrifiering av Klampenborg- och Holtebanorna, var medlem av den av ministern för offentliga arbeten tillsatta kommissionen angående elektrifiering av DSB:s lokalbanor i Köpenhamn 1910–1915, framställde 1924 åter ett projekt till elektrifiering av de två banorna, var medlem av det av ministern av denna anledning 1926 tillsatta kommittén angående elektrifiering av lokalbanorna i Köpenhamn 1926–1929, därefter konsult för DSB angående samma sak till 1934.
Faber ledde byggandet av Gudenåcentralen 1918–1920, var medlem av kommissionen angående överföring av elektrisk kraft från Norge 1920–1926, var representant för danska staten i Studieselskapet for Norsk Kraftexport från 1931, medlem av den danska kommittén för The World Power Conference från 1923 och av Dansk Standardiseringsråd 1926–1933. Han var konsult för de samverkande själländska upplandscentralerna från 1924 och för de samverkande elektricitetsverken i Vendsyssel 1932–1935. Han var medlem av den ministeriella kommittén angående framtida riktlinjer för ekonomiskt anskaffande och fördelning av elektricitet i Danmark och ordförande för dess tekniska underkommitté 1928–1933.